# The Persistence of Memory
The Persistence of Memory é o quarto álbum de estúdio da banda Emigrate. O lançamento original deveria acontecer em 5 de novembro de 2021, porém foi adiado para o dia 12 de novembro.

## História
Depois que Richard voltou da turnê de 2019 com o Rammstein, ele caiu em um buraco fundo.  Ele não sabia o que fazer e pensou em deixar a música em geral e se voltar para outras coisas. Embora não gostasse do presente em que vivia, obrigou-se a ir ao estúdio ouvir as demos antigas, como uma forma de viajar ao passado. Quando ele começou a trabalhar em todas aquelas canções, ele reorganizou e escreveu novas letras, ele sentiu que ainda se divertia fazendo música. Richard diz que: "O passado provavelmente salvou um pouco minha vida, por meio disso eu vi o futuro novamente." Fazer a viagem pelo caminho da memória também foi a centelha para o título do álbum: "É por isso que o álbum se chama The Persistence of Memory - a única coisa que me prendeu naquela época foram minhas memórias. Voltar ao passado finalmente me mostrou o futuro." o nome do álbum é da pintura A Persistência da Memória, de Salvador Dalí.
Junto com o DJ Andrea Marino, Richard trabalhou em remixes eletrônicos das músicas.  Mas Richard decidiu não mixar essas músicas, porque ele queria encerrar essa fase do Emigrate com um último álbum, antes de se voltar para essas músicas eletrônicas. A ideia original era lançar um box de vinil dos três primeiros álbuns do Emigrate com um disco adicional com músicas que não foram lançadas anteriormente.
O título do álbum, a capa e a data de encomenda foram revelados em 12 de setembro de 2021, através dos canais oficiais de mídia social do Emigrate. Dois dias depois, a revista alemã Sonic Seducer, divulgou a data de lançamento do álbum. O comunicado à imprensa mostrava uma data de lançamento para 22 de outubro, o que indica que o lançamento do álbum foi adiado. Em 14 de outubro de 2021, a data de lançamento foi adiada para 5 de novembro de 2021, e depois adiada novamente para 12 de novembro.

## Faixas
| N.º            | Título                                                   | Duração |  |
| 1.             | "Rage"                                                   | 4:20    |  |
| 2.             | "Always on My Mind" (com participação de Till Lindemann) | 3:29    |  |
| 3.             | "Freeze My Mind"                                         | 3:19    |  |
| 4.             | "I'm Still Alive"                                        | 3:01    |  |
| 5.             | "Come Over"                                              | 3:47    |  |
| 6.             | "You Can't Run Away"                                     | 4:09    |  |
| 7.             | "Hypothetical"                                           | 3:51    |  |
| 8.             | "Blood Stained Wedding"                                  | 4:56    |  |
| 9.             | "I Will Let You Go"                                      | 3:27    |  |
| Duração total: | Duração total:                                           | 34:19   |  |

## Histórico de lançamento
| Região                     | Data                   | Formato                                            |
| -------------------------- | ---------------------- | -------------------------------------------------- |
| Alemanha · Áustria · Suíça | 12 de novembro de 2021 | CD, Streaming, Download digital                    |
| Alemanha · Áustria · Suíça | 17 de dezembro de 2021 | Vinil, Vinil vermelho (exclusivo da RammsteinShop) |

## Créditos
- Música e letras: Richard Kruspe (exceto faixa 2), Mark James, Wayne Carson e John Christopher Jr. (faixa 2); Terrence Matlin e Caron Bernstein (apenas letras, faixa 3);
- Edição: Sky van Hoff;
- Bateria: Mikko Siren, Jens Dreesen (faixa 5), Henka Johansson (faixa 3);
- Baixo: Sky van Hoff, Arnaud Giroux, Ufo Walter (faixa 6);
- Percussão adicional: Leon Pfeiffer (faixa 6);
- Vocais de apoio: Maxime Alaska Kruspe Bossieux, Margaux Bossieux, GHØSTKID, Matthias Schmitt e Marcel Caccamese (faixa 1);
- Gravado em: Funkhaus Studio, Berlim, Sky van Hoff Studios (baterias), Engine 55 Studios, Berlim (Vocais, Guitarras e Baixo);
- Mixado por: Sky van Hoff no Engine 55 Studios;
- Masterizado por: Jens Dreesen
- Engenheiro de bateria: Olsen Involtini;
- Publicado por: Universal Music Publishing, exceto faixa 2, publicado por Screen Gems - EMI Music Inc. / Budde Songs Inc.;
- Arte do álbum por: Arnaud Giroux;
- Gerência por: Sven Kaselow e Anne Rebenstorff;
- Produzido por: Sky van Hoff e Richard Kruspe (Emigrate Production GmbH);
- Distribuído por: Sony Music Entertainment;

## Curiosidades
Always On My Mind foi planejado para ser lançado em Silent So Long. Além disso, Richard revelou que começou a trabalhar na música há dez anos, por causa de um pedido de uma gravadora para um álbum tributo a Elvis. Portanto, a data mais antiga das músicas é por volta de 2011. Richard queria usar a voz de Elvis para fazer um dueto, porém por questões autorais isso não foi possível, então convidou Till Lindemann para participar.
Freeze My Mind foi a primeira música escrita para o Emigrate em 2001, as letras também foram escritas por Caron Bernstein, ex esposa de Richard.
I'm Still Alive vem das sessões do primeiro álbum, Emigrate, como evidenciado pelas cenas de seu videoclipe, que foram filmadas em 2007 em Nova Iorque, que mostram Richard cantando a música. A primeira versão da música se chamava "Alter Ego", porém foi descartada. Essa canção é a versão original da música Rise or Die, da banda japonesa VAMPS, que conta com a participação de Richard.
Richard disse que em Rage, é sobre como voltar à vida social após um período de isolamento que foi extremamente difícil para ele durante a pandemia de COVID-19 . O solo após o segundo refrão da música usa exatamente a mesma melodia da palheta da guitarra na introdução da demo de Frühling em Paris do Rammstein, que o tecladista Flake Lorenz tocou em seu programa de rádio Die Sendung em maio de 2021.
Richard não se sentiu bem com a música Come Over, mas lembrou que seu filho gostou muito dela e isso o emocionou. Ele diz que provavelmente nunca teria escrito uma música como essa hoje, mas ele mudou "de uma forma que o Richard de hoje é capaz de conviver".
Sobre You Can't Run Away, Richard disse: "Originalmente era para ser um número de James Bond - pensei em escrever a próxima trilha sonora de James Bond. Em algum momento estávamos sentados com o Rammstein na França e tivemos uma discussão sobre suicídio. Eu recebo muitas mensagens sobre o Emigrate, mas também sobre o Rammstein: as pessoas contam sobre suas vidas e que a música as ajudou a seguir em frente de alguma forma. Às vezes, isso é muito dramático; às vezes não sei o que é verdade e o que não é. Muitas pessoas conhecem esses sentimentos. É por isso que eu queria muito escrever uma música sobre a ideia de ir embora, não lidar mais com a vida e não ter forças para isso. Essa foi a razão para eu escrever essa música."
Nas versões fisicas em CD, na lista de faixas, I'm Still Alive está escrita como Yeah, Yeah, Yeah, e no encarte, nos creditos, You Can't Run Away aparece com o nome Runaway.